# アイドルマスター シンデレラガールズ スターライトステージ
『アイドルマスター シンデレラガールズ スターライトステージ』（THE IDOLM@STER CINDERELLA GIRLS STARLIGHT STAGE）は、バンダイナムコエンターテインメントからAndroid/iOS用に配信されている音楽ゲームアプリ。2015年9月3日にAndroid版、同年9月10日にiOS版がリリースされた。略称は『デレステ』。

## 概要
本作はソーシャルゲーム『アイドルマスター シンデレラガールズ』（以下「シンデレラガールズ」）を題材にしたリズムゲームである。3DCGによるライブアニメーションや「ぷちデレラ」としてデフォルメされた2Dのアイドルキャラクターを背景に音楽ゲームをプレイすることができる。「CINDERELLA MASTER」シリーズや「ANIMATION PROJECT」シリーズなどのシリーズ関連CDの楽曲や、本作用に作成された楽曲、カバー曲などが収録されている。リズムゲーム以外にも、アイドルたちとのコミュニケーションが楽しめる「コミュ」や、多種多様なルームアイテムを配置した事務所内をデフォルメされたアイドルが動き回る姿を楽しむ「ルーム」といった要素もある。
2015年6月28日に行われた「『デレラジA』公開録音〜デレソニ〜」の夜の部でアプリの開発をしていることが公開された。同年9月3日にAndroid版が配信され、翌週の9月10日にiOS版が配信された。
iOS版が配信開始された2015年9月10日時点で400万ダウンロードを記録し、同年12月22日には販売元のバンダイナムコエンターテインメントより1000万ダウンロードを突破したことが発表された。配信開始から半年経った2016年3月11日には1200万ダウンロードを突破し、さらに2016年12月21日には1700万ダウンロード、2017年4月15日には1900万ダウンロードを突破した。
2016年5月20日、「App Storeトップセールスランキング（ゲームカテゴリ）」で初の1位を獲得した。
2019年9月3日、本作と連動したVRアプリ『アイドルマスター シンデレラガールズ スターライトスポット』がリリースされた。
2021年8月11日、PCでプレイすることできるDMM GAMES版が同年秋にリリースされることが決定し、事前登録も開始された。9月3日、DMM GAMES版がリリースされた。
2023年3月30日をもってMobage版のサービスが終了したため、以降は本作がシンデレラガールズシリーズで唯一のゲーム作品となる。
2025年7月2日、サービスの開発・運用体制を10月1日より変更することを発表。それに先立ち、運用体制変更に伴い、アイドルの追加や「LIVE Carnival」を除くイベント開催、楽曲（カバー楽曲については配信終了）、衣装、コミュなどのコンテンツ運用を7月以降、順次更新を停止するとした。また、PC向けDMM GAMES版と『スターライトスポット』は8月21日14時59分をもってサービスを終了予定。

## ゲームシステム

### LIVE
アイドルキャラクターの3DCGによるライブアニメーションや、「ぷちデレラ」としてデフォルメされた2Dのアイドルキャラクターを背景に音楽ゲームをプレイすることができる。2Dモードでは比較的低スペック端末でもプレイ可能で、ムービーモードではあらかじめ用意された動画に合わせてLIVEをプレイ可能である。3D、2Dいずれのモードでも衣装の選択が可能で、SSレアアイドルは特別な衣装を着ることができる。また、2017年2月14日より「ドレスショップ」がオープンし、（特に）3Dモードでは様々な衣装の購入・受取ができるようになった。特定のアイドルを配置することで、特殊な演出を見ることもできた、2020年以降実装の一部楽曲では、設定したアイドルごとに違った演出が設定されているものもある。大半の楽曲ではコンサートライトを振る観客も映るが、特定の楽曲では実際のライブに準じたコンサートライトの表現が再現されている。2017年10月11日には、端末を縦に持ち片手でプレイできるモード「SMART LIVE」が、2019年6月30日には、最大15人が登場する「GRAND LIVE」が実装された。
譜面の難易度は「DEBUT」「REGULAR」「PRO」「MASTER」「MASTER+」「WITCH」「LIGHT」「TRICK」「PIANO」「FORTE」の10種類。そして、いずれかの難易度をクリアすると、その曲のライブアニメーションを鑑賞できる「MVモード」が開放される。「MASTER+」は、1回プレイするごとにEX LIVEチケットが1枚必要となる。
また、後述のイベントで配信されるイベント限定楽曲では難易度「MASTER+」でのプレイが可能（「LIVE Groove」と「LIVE Parade」では第1回から。アタポンイベントでは2016年6月の「咲いてJewel」から）。
一部のSレア・SSレアアイドルは「ソロVer.」を持ち、これをセンターに配置することで「お願い!シンデレラ」をソロバージョンの音源に差し替えることができる。2018年12月31日をもって当時ボイスが実装されていたアイドル全員分のソロバージョンが実装された。以降にボイスが実装されたアイドルのソロバージョンも順次実装されている。
また、一部の楽曲MVには「うたいわけVer.」があり、これに対応するアイドルの編成に応じて、ソロパートなどに変化が生じる。
2021年9月3日からはオートLIVE機能が実装。「オートLIVEチケット」を利用することでリズムゲームのプレイがオート進行される。LIVEクリアの報酬を得ることはできるがクリア扱いにはならない。

### アイドル
LIVEを行うユニットの編成やアイドルのレッスンなどを行う。
アイドル編成
ユニットの編成を行う。5人組のユニットを最大45組編成できる。また、それとは別に「お気に入り」を最大5人設定でき、これに設定したアイドルがホーム画面とルームに登場する。「お気に入り」を設定していない場合は、メインに指定されたユニットのメンバーが登場する。
レッスン
指定したアイドルのレッスンを行い、レベルを上げる。パートナーとしてアイドルかトレーナーのいずれかを最大20人指定して実行する。
レッスンを行うアイドルがレア以上の場合、レア以上のアイドルもしくはベテラン以上のトレーナーをパートナーにする事で特技レベルも上げられる。
特訓
親愛度がMAXに達した特訓前のアイドルを、特訓用アイテムを消費する事で強化する。イラストが変わり、能力が上昇し最大レベルが10増える。
スターレッスン
同じ種類のアイドルが複数存在した場合に実行でき、スターランクを上げる事ができる。
ポテンシャル解放
2016年9月16日に実装。ファンを集めてプロデュースポイントを獲得し、特訓用アイテムを消費する事で能力を限界突破する。
移籍
アイドルを移籍させ、ゲーム内通貨のマニーに替える。
所属アイドル一覧
現在所属しているアイドルを確認できる。
女子寮
所属に入り切らないアイドルを入寮することで、空きを確保する。
プレミアムカット解放
アイテム「プレミアムフィルム」を使用することで、SSレアアイドルの特別演出がついたバージョンが開放できる。
ギフトアイテム
アイドルにギフトを渡すことで、親愛度を上げることができる。

#### アイドルのステータス
名前
カードの絵柄に紐付く名前。特訓後は名前の後ろに「+」がつく。
ノーマル・レアの場合はアイドル名のみ、Sレア・SSレアはアイドル名の前に［］で囲われたタイトルがつく。
属性
Cute（赤）/Cool（青）/Passion（橙）のいずれかに属しており、カードの一番左上にマークで表される。
レアリティ
ノーマル・レア・Sレア・SSレアの4種類で、レアリティが高いほどステータスが高く、入手しづらい。
島村卯月・渋谷凛・本田未央など一部のアイドルは初期実装（タイトルを持たないいわゆる「無印」のもの）のレアリティが「シンデレラガールズ」から変更されている。
レベル
レッスンを行うことで上昇する。レアリティごとに上限が決まっており、特訓を行うことで上限が10上昇する。
親愛度
ユニットに入れてLIVEを行ったり、ルームで親愛度上昇アイテムをプレゼントすることで上昇する。
MAXになるとステータスが上昇する。また、特訓前のアイドルは、MAXにすることで特訓が可能になる。
ライフ
アイドルの体力。親愛度がMAXになると上昇する。
メンバーのライフの合計値がユニットのライフとなり、LIVE中にMISS/BADを出すと減少、0になるとLIVE失敗となる。
アピール値
Vocal・Dance・Visualの3つがあり、レベルが上がるごとに上昇する。LIVEスコアの計算の基準値となる。
スターランク
スターレッスンで、同じアイドルを合成させることで上昇する。
センターに配置したアイドルのスターランクが高ければ高いほど、LIVEをクリアした際の報酬でレア以上のカードの出る確率が上昇していく。
2018年7月19日のアップデートで、以下の機能が追加された。
- スターランク2以上のアイドルはスターランクと同じだけサポートメンバーに編成され、ユニットに編成されている場合はスターランクから1引いた数だけサポートメンバーに編成される。
- SSレアアイドルにおいて、同じSSレアアイドルをパートナーにしてスターレッスンを行った場合は、レッスンパートナー1人あたりそのアイドルのファンを10万人獲得できる。「スターレッスントレーナーチケット」を使用した場合はファンを獲得できない。

センター効果
ユニットのセンターに配置した場合に得られる効果。
基本的な効果は、アピール値・ライフ・特技発動率・LIVEクリア時の獲得ファン数・LIVEクリア時の経験値/友情pt獲得数のいずれかの上昇。上昇率は基本的にレベルに関係なく固定。
特殊なセンター効果は主に以下の7種類がある。
- トリコロール - キュート・クール・パッション3タイプすべてのアイドルを編成すると、以下の効果が発動する。
  - トリコロール・（ボイス・ステップ・メイク） - 全員のボーカル・ダンス・ビジュアルいずれかのアピール値上昇
  - トリコロール・アビリティ - 全員の特技発動率上昇

- （キュート・クール・パッション）プリンセス - ゲストを含めセンターアイドルと同じタイプのアイドルのみ編成すると、全員の全アピール値が上昇する。
- クロス - 指定された2タイプのアイドルを編成すると、全員のアピール値上昇のほか、タイプごとに以下の効果が追加で発動する。
  - キュート・クロス・（クール・パッション） - LIVEクリア時の獲得ファン数上昇
  - クール・クロス・（キュート・パッション） - 全員の特技発動率上昇
  - パッション・クロス・（キュート・クール） - 全員のライフ上昇

- プレゼント - LIVEクリア時、追加で特別報酬を1つ獲得する。
- レゾナンス・（ボイス・ステップ・メイク） - ゲストを含め5種類以上の特技を編成したとき、ボーカル・ダンス・ビジュアルいずれかのアピール値のみ適用し、すべての特技効果が重複時に加算する。
- （キュート・クール・パッション）ユニゾン - センターアイドルと同じタイプのアイドル全員の全アピール値が上昇し、楽曲タイプも同じ場合は上昇率が上がる。
- シンデレラウィッシュ - LIVEクリア時、中確率でスターピースを獲得する。

特技
レア以上のアイドルが所有する能力。LIVE中にランダムで発動する。
カードのレベルとは別に特技レベルがあり、特技レベルが高いほど発動確率が上がり、発動時間も長くなる。
特技レベルは、レッスンでレア以上のアイドルかベテラン以上のトレーナーをパートナーにすることで確率で上昇する。
効果は、スコア上昇・コンボボーナス・スキル強化・コンボ継続・判定強化・ライフ回復・ダメージガードなどがある。
特殊な特技は以下の15種類がある。
- オーバーロード - ライフを消費し、スコアアップとコンボサポートの効果が同時に発生する。発動するとライフが0になるときは発動しない。ダメージガード発動中であればライフ消費無しに効果が適用される。
- オールラウンド - コンボボーナスとライフ回復の効果が同時に発生する。
- コンセントレーション - 当初はスコアアップが発動するのと引き換えに、GREAT以下を出すとコンボが途切れてしまう仕様だった(コンボサポート等は通常通り適用)。2017年10月19日のメンテナンスにて、スコアアップが上方修正されるとともに、GREATでコンボが途切れる仕様が廃止された代わり、PERFECT判定が厳しくなる仕様に変更された。なおPERFECTサポートは通常通りに適用される。
- スキルブースト - 発動した特技の性能を強化する。
- アンコール - 直前に発動した他のアイドルの特技効果を発動する。
- チューニング - コンボボーナスとPERFECTサポートの効果が同時に発生する。
- （キュート・クール・パッション）フォーカス - ゲストを含めキュート・クール・パッションそれぞれのアイドルのみで属性を統一すると、スコアアップとコンボボーナスの複合効果が発生する。
- ライフスパークル - 残りライフが多いほど、コンボボーナスが上昇する。
- コーディネイト - スコアアップとコンボボーナスの効果が同時に発生する。
- トリコロール・シナジー - キュート・クール・パッション3タイプ全てのアイドルを編成すると、スコアアップ・コンボボーナス・ライフ回復の相乗効果が発生する。
- （ボーカル・ダンス・ビジュアル）モチーフ - ボーカル・ダンス・ビジュアルそれぞれのアピール値が高いほど、スコアアップの効果が上がる。
- トリコロール・シンフォニー - キュート・クール・パッション3タイプ全てのアイドルを編成すると、スコアアップ・コンボボーナスを大きく強化するほか、他の特技の効果を強化する。
- （キュート・クール・パッション）アンサンブル - 自分以外のキュート・クール・パッションそれぞれのアイドルのスコアアップ・コンボボーナス効果を大きく強化する。
- オルタネイト - コンボボーナスがダウンし、LIVE中に発動した最も大きいスコアアップ効果を大きく強化して適用する。センター効果がレゾナンスではないユニットでLIVE中、他のコンボボーナス特技が同時に発動している間は、コンボボーナスダウンが無効になる。
- リフレイン - LIVE中に発動した最も大きいスコアアップ・コンボボーナス効果を大きく強化して同時に適用する。

ファン数
LIVEをクリアするごとに、参加したアイドルに加算される。
他のステータスと違い、カードごとではなくアイドルごとの集計値となっている。そのため、確認する場合はアイドルのステータス画面ではなく、コミュやポテンシャル解放の選択画面やプロデュースノートを見る必要がある。
獲得したファン数により、コミュが開放されたり、ポテンシャル解放でステータス上限を上昇したりできる。
ファン数が10万人を突破することで「（アイドル名）担当」・30万人突破で「（アイドル名）担当・有力」・300万人突破で「（アイドル名）担当・有名」の称号を獲得できるため、担当しているアイドルをアピールできるチャンスにもなる。

### ルーム
「ぷちデレラ」が登場する事務所に家具や小物などのルームアイテムを設置し、アイドルが事務所の中を歩き回ったり、椅子に座るなど置かれたアイテムに反応したりする姿を眺めることができるモード。
ルーム内に設置するアイテムは、ゲーム内通貨の「マニー」で購入することや、イベントの報酬として入手することができる。特定のルームアイテムを設置することで、「LIVE」のスコアや報酬をアップしたり、アイテムが貰えるなどの効果を発揮する。また、他のプロデューサーのルームを訪問して見学することもできる。
2016年6月27日のアップデートで、プロデューサーレベル50以上の条件を満たすと2部屋目を持つことができるようになった。
2019年3月28日のアップデートで、一部の効果付きルームアイテムを購入した場合、ルームに置かなくても効果を発揮するようになった。
2020年9月18日のアップデートで、マニーで購入することで3部屋目を持つことができるようになった。

### コミュ
ゲームに登場するアイドルのストーリーが描かれるモード。
アイドル達の日常やステージへ挑む姿など、シンデレラガールズの世界観全体を描いた「ストーリーコミュ」と、アイドル一人一人が事務所に入った経緯やアイドルとして成長していく姿などを描いた「アイドルコミュ」、イベントのストーリーに当たる「イベントコミュ」、などに分かれている。2018年11月15日には「営業コミュ」が追加された。ストーリーコミュはプロデューサーレベルを上げることで解放され、コミュを達成することでプレイすることができる楽曲が増える。アイドルコミュは「メモリアル」と「エピソード」の2種類があり、取得しているカードや特訓状況、ファンの人数などの条件をクリアすることでコミュが解放される。営業コミュは、営業機能で専用の営業をクリアすると解放される。
上記の他に以下の特別なコミュが存在する。
エクストラコミュ
2016年4月1日のエイプリルフール限定で「とある事務員の一日」が公開され、コミュLIVEでは、千川ちひろが「お願い!シンデレラ」をソロで歌い踊った。
2016年9月4日に「THE IDOLM@STER CINDERELLA GIRLS 4thLIVE TriCastle Story -Starlight Castle-」との連動企画として「Live After…」が追加され、ライブ終演後のアイドル達の様子が描かれている。
2017年4月1日のエイプリルフール限定で「The STARLIGHT Dream」が公開され、コミュLIVEでは、ぷちデレラとなったnew generationsの3人が「BEYOND THE STARLIGHT」を歌い踊り、タイトル画面が変更された。また、ローディング画面にも前述の3人が登場した。
2017年5月9日から「THE IDOLM@STER CINDERELLA GIRLS 5thLIVE TOUR Serendipity Parade!!!」との連動企画として「Live Before」と「Live After」が各公演ごとに追加され、ライブ前後のアイドル達の様子が描かれている。
2017年12月31日に「オールスターカウントダウンLIVE」が順次公開され、コミュLIVEでは、高垣楓が「こいかぜ -花葉-」を披露し、その後LIVEでプレイ可能になった。
2018年4月1日のエイプリルフール限定で「鋼鉄公演 きらりんロボ外伝-モロボシティS.O.S!-」が公開され、「きらりんロボのテーマ」のMVが公開されたほか、タイトル画面が変更された。
2018年9月4日・9日に「THE IDOLM@STER CINDERELLA GIRLS SS3A Live Sound Booth♪」との連動企画として「Live Sound Booth♪ 〜Live Before〜」と「Live Sound Booth♪ 〜Live After〜」が追加され、ライブ前後のアイドル達の様子が描かれている。
2019年4月1日のエイプリルフール限定で「乃々を探せ！レベル41！〜ののと不思議な絵本〜」が公開、「∀NSWER～ののの物語～」のMVが公開された。
2020年4月1日のエイプリルフール限定で「MIYOSHI QUEST～暴走ゲームと囚われのアイドル～」が公開された。
2020年4月から不定期で「アイドルマスター シンデレラガールズ劇場 Extra Stage」との連動企画として、同作のED楽曲を歌ったアイドルが登場するコミュが公開され、同時に楽曲が追加される。
また、コラボイベントの告知コミュもここに格納される。
アナザーコミュ
2017年9月3日から2周年を記念してイベントに追加され、期間限定ミッションをクリアすることで解放される。各コミュでは過去のイベントに登場したユニットのメンバーが登場する。同様に3周年を記念したイベント、4周年を記念したイベントでも追加されている。
イベントが終了した現在、2周年記念のアナザーコミュは「イリュージョニスタ！」のイベントコミュ、3周年記念のアナザーコミュは「ガールズ・イン・ザ・フロンティア」のイベントコミュ、4周年記念のアナザーコミュは「TRUE COLORS」のイベントコミュでそれぞれ閲覧可能。

### 営業
2018年3月29日実装。アイドルを仕事に送り込み、時間が経過すれば報酬を獲得できる。スタミナを1消費すれば、時間を15分短縮することが可能。イベント開催中にはイベントポイントやイベント限定アイテムが入手可能なスペシャル営業が追加される。

### その他の要素

#### 支払いシステム
アイテム課金制。「スタージュエル」を購入する。スタージュエルはログインボーナスやイベント報酬などでも入手することができる。スタージュエルは有償購入分と無償入手分が区別されており、プラチナオーディションガシャやLIVEのコンティニューなどの多くの機能は有償・無償に関わらず使用できるが、一部の特別なガシャや衣装の購入などは有償スタージュエルのみで可能となっている。

#### ガシャ
オーディションを開催し、1回につきアイドル1人またはアイテム1つを手に入れられる。
ログインボーナス・LIVE報酬・ミッション報酬などで入手できる「友情ポイント」を消費するローカルオーディションガシャと「スタージュエル」または「ガシャチケット」を消費するプラチナオーディションガシャがある。プラチナオーディションガシャは期間によって入手できるアイドルやその提供割合が異なり、一部のアイドルは限定期間しか入手できない。
「シンデレラフェス」というSSレアアイドルの出現率が2倍になるキャンペーンが定期的に行われている。2021年1月より「シンデレラフェスノワール」と「シンデレラフェスブラン」の2種類のフェスに別れ、それぞれで別々のフェス限定アイドルが登場する他、それまでのシンデレラフェス限定のアイドルはブランの方に登場する。
また、期間限定以外の任意のアイドルをスカウトできる「スカウトチケット」と「プラチナ10連ガシャチケット」がセットになった「スペシャルガシャセット」を、有償スタージュエル2500個で購入できるキャンペーンが行われている。2018年からはアニバーサリーの時期に合わせて、期間限定アイドルがスカウトできる「プラチナスペシャルガシャセット」の販売も行われている。
2016年10月14日15時より、プラチナオーディションガシャにおいて個別アイドルの提供割合が表示されるようになった。
2023年9月からは、2つの属性を持つSSレアドミナントアイドルが出現する「ドミナントガシャ」が毎月行われている。ドミナントアイドルはこのガシャからのみ入手可能となっている。
2023年12月30日、ガシャへのSレアアイドル新規追加の終了が発表された。

#### ロード画面
ロード画面では「1コマ劇場」と「ウワサ」がランダムで表示される。「1コマ劇場」は『シンデレラガールズ劇場』と同じ絵柄の1コマ漫画、「ウワサ」はアイドル達に関する噂についてのテキストになっている。一度見たものは「メニュー」の「アイドルトピックス」で確認できる。

#### ショップ
スタージュエル・アイテムの購入やスタミナの回復などを行うことができる。
マニーショップ
アイテムやトレーナーチケットなどをマニーで購入したり、逆に売却してマニーにすることができる。
ドレスショップ
3Dライブで使用できる衣装を購入することができ、ダウンロードコンテンツのしての一面も持つ。
無償で受け取れるもの以外は指定数の有償スタージュエルが必要となるが、その分に応じたプラチナガシャチケットが付属する。

#### ミッション
2016年2月1日からホーム画面に実装された機能。指定されたミッションをクリアする毎にアイテムか称号が与えられる。
1日もしくは1週間の間にクリアする「デイリー」と「ウィークリー」、時間制限の無い「ノーマル」、イベント期間中のみ発生する「期間限定」の4種類がある。（「ノーマル」「期間限定」は2016年3月20日から追加）。

#### プロデュースノート
2016年5月9日から「メニュー」に実装された機能。獲得したアイドルに関する資料を閲覧できる。

#### デレコネ
2018年4月27日からホーム画面に実装された機能。シンデレラガールズの各種コンテンツにアクセスできる。『シンデレラガールズ劇場』と同じ絵柄の3ページ漫画「シンデレラガールズ劇場わいど☆」、アイドル達が日常や仕事の様子を投稿する「デレぽ」、先述の「アイドルトピックス」がある。2018年6月27日には新たに「シンデレラシアター」が追加され、テレビアニメ『アイドルマスター シンデレラガールズ劇場』の限定アニメ『火曜シンデレラシアター』が見られる。

#### ゲームセンター
2020年4月2日から実装された機能。過去のエイプリルフールに実装されたミニゲームを遊ぶことができる。ミニゲームをプレイすることで獲得できる「ゲームメダル」は様々なアイテムと交換可能。

#### プレミアムパス
2020年6月8日から実装された機能。月額課金制で、毎日のログインでスタージュエルがプレゼントされる他、LIVE・営業やイベントなどで追加報酬を獲得できる。また、継続購入する度にアイテムがプレゼントされる。
- 980円/月 (消費税込み)

#### プロデュース方針
2020年10月29日から実装された機能。目的に応じて設定することでLIVEやイベントにてその効果を得ることができる。「プロデューサー設定」で変更可能。プロデュース方針は、アイドルの加入や特訓により新たなアイドルがアルバムに登録されたときに獲得する「場数pt」を使って変更できる。

## イベント
ゲーム内では通常のプレイとは別に、月に3回ほどのペースでイベントが開催されている。開催されるイベントは、2021年11月時点では以下の7種類。
全てのイベントで報酬として限定Sレアアイドルが配布されているが、過去のイベント限定Sレアアイドルは、イベントの報酬として入手できるイベント限定Sレアアイドルスカウトチケットか、後述の「LIVE PARTY!!」で入手できるスターエンブレムとの交換で入手可能。
2024年からイベントスケジュールの調整が行われ、イベント限定楽曲がある5つのイベントについては、月末から上旬にかけていずれかが行われる日程に変更になった。
アタポンイベント
主に毎月20日前後から下旬にかけて開催されていた。
イベント限定楽曲のタイトルがそのままイベント名になっており、ゲーム内で「アタポンイベント」という名称は出ない。この名称は初のイベント楽曲「アタシポンコツアンドロイド」から。「アタポンイベント」が本イベントの正式な名称とされたのは、2021年9月17日に公開された公式サイト内の遊び方解説コーナー「Pトレ!」第8回の記事より。なお、それ以前にも、「デレラジ☆」第121回で暫定的に「アタポン形式イベント」という名称が使われたこともあった。
イベント期間中に通常曲をプレイすると、楽曲のスコアランクと難易度に応じてイベント限定アイテムとイベントポイントが入手できる。イベント限定アイテムは営業とLIVE PARTY!!でも入手できる。限定アイテムを消費する事でイベント限定楽曲がプレイでき、通常曲よりも多くのイベントポイントが入手できる。イベントポイント累計とポイント累計ランキングによりアイテムやイベント限定Sレアアイドルが配布される。
2016年6月の「咲いてJewel」からは、イベント限定楽曲の難易度MASTERをクリアすることで、MASTER+でのプレイが可能になった。

イベントのストーリーに当たる「イベントコミュ」もあり、イベントポイントが規定値に達する毎にコミュが解放される。
イベント限定楽曲はイベント終了翌日の正午から通常配信されるが、イベント時のスコアやプレイ回数等の実績は引き継がれない。

LIVE Infinity
2021年11月に登場したイベント。以後、中旬から下旬にかけて3ヶ月毎に開催されていた。
全アイドルの中からマイスタイルアイドルを選択すると、特殊なアイドルが配布される。絵柄は、すでに所有している同アイドルのSRやSSRに切り替え可能。
最初はレアリティがノーマルで能力も低いが、イベントで登場するタワーの各階に課題が設定されており、通常LIVEをプレイして課題をこなす毎に報酬として能力やレアリティなどが上昇したり、付与できるセンター効果や特技がもらえる。
課題にはスコアやコンボ数、楽曲指定やマイスタイルアイドルのファン数獲得などあり、1回のプレイでは不可能な条件もあるが、実績は累積されるため、複数回プレイすれば必ずクリアできる。
LIVEをプレイする毎にプレイポイントが、編成にマイスタイルアイドルを組み込んでプレイする毎にアイドルポイントが、楽曲のスコアランクと難易度に応じてそれぞれ加算され、その累計ポイントとポイントランキングによりアイテムやイベント限定Sレアアイドルが配布される。
タワーは最初はメインタワーのみであるが、一定の階数を攻略することで各ステータスに対応したサブタワーを攻略可能になる。また、設定できるマイスタイルアイドルもイベントごとに最大3人増える。
マイスタイルアイドルの能力については、次の同イベントに引き継がれる。
イベント限定楽曲も存在し、階層によっては課題としてプレイを求められる。
イベントのストーリーに当たる「イベントコミュ」もあり、イベントポイントが規定値に達する毎にコミュが解放される。
イベント限定楽曲はイベント終了翌日から通常配信されるが、イベント時のスコアやプレイ回数等の実績は引き継がれない。
LIVE Groove
主に月末から翌月上旬にかけて、当初は毎月だったが、LIVE Parade登場後は交互に開催されていた。
イベント名にVocal/Dance/Visual Burstのいずれかが設定されていて、該当するパラメータが150%分増加する。
Cute/Cool/Passionのいずれかの属性曲＋全属性の楽曲からランダムで選ばれた3曲を連続でプレイし、そのプレイ内容に応じて上昇するハコユレLvが規定値に達するとアンコールとしてイベント限定楽曲をプレイできる。難易度でMASTERを選択していると、アンコールの際にMASTERより難易度の高いMASTER+でプレイすることも可能。マニーを支払うことで2回まで別属性のセットリストに変更することができる。
3曲連続でFULL COMBOを出すと、PERFECT COMBOとなる。
難易度とハコユレLv、アンコールのスコアランクに応じてイベントポイントが加算され、獲得イベントポイントとポイントランキングによりアイテムやイベント限定Sレアアイドルが配布される。
このイベントでの楽曲プレイ結果は、通常のプレイとは条件が異なるため、スコアランクやプロデューサーランク、楽曲プレイ回数等の実績には反映されない。ファン数やマニー、親愛度は加算される。
「ゴキゲンParty Night」以降はイベント限定楽曲「Absolute NIne」の時を除いて「イベントコミュ」があり、イベントポイントが規定値に達する毎にコミュが解放される。
イベント限定楽曲はイベント終了翌日の正午から通常配信される。

LIVE Parade
2016年9月から登場したイベント。以後、LIVE Grooveと交互に、月末から翌月上旬にかけて開催されていた。
日本を7つのエリアに分け、エリア毎に複数箇所で行われる公演で指定曲数の楽曲をクリアすることで観客動員数を獲得し、難易度とスコアランクに応じたイベントポイントを獲得する。
イベントポイントと観客動員数の各累計によりアイテムやイベント限定Sレアアイドルが配布される。
公演を行える場所は最初は制限されており、各公演毎に設定された条件をクリアすることで公演会場が、各エリア毎に設定された観客動員数に到達することでエリアがそれぞれ開放されていく。
プレイする楽曲や難易度はランダムで選択されるが、自分で変更可能。また、マニーを消費するか、10時間の営業やLIVE PARTY!!で獲得したLIVEオプションを消費することで、観客動員数をさらに増やすことができる。
日替わりで通常・限定関係なく全楽曲の中から10曲、流行曲が設定される。その楽曲をプレイした場合、流行曲ボーナスとして観客動員数が1.5倍となる。ランダム選曲は、この流行曲の中から選曲される。
イベント限定楽曲も存在するが、プレイするには公演のセットリストに登録する必要があり、一切プレイせずにイベントを進行することもできる。一定のエリアを開放することでMASTER+でのプレイが可能になる。
このイベントでの楽曲プレイ結果は、通常のプレイとは条件が異なるため、実績には反映されない。
楽曲タイトルイベント同様「イベントコミュ」があり、イベントポイントが規定値に達する毎にコミュが解放される。
イベント限定楽曲はイベント終了翌日の正午から通常配信される。

LIVE Carnival
2019年7月から登場したイベント。通常LIVE GrooveやLIVE Paradeが開催される月末から翌月上旬に、年に3回ほど開催されていた。その場合、LIVE GrooveやLIVE Paradeは翌月にずらして開催された。
イベント会場にあるBOOTHでLIVEを行う。LIVEをクリアすると、そのスコアに応じたボルテージ値とカーニバルメダルが入手できる。
全BOOTHのボルテージ値の合計がカーニバルRankごとに設定された目標値に達するごとにカーニバルRankが上昇し、カーニバルメダルが獲得できる。カーニバルRankによってはBOOTHが開放される。
BOOTHごとにスコアのボーナス条件（アイドルのタイプや能力値合計）が設定されており、それに応じたユニットを編成してプレイすることでボルテージ値も増える。
BOOTHでLIVEを行いクリアしたユニットメンバーと楽曲は、他のBOOTHでは使用できない。ただし、同じBOOTHでプレイし直すことは可能であり、その際にユニットメンバーや楽曲を変更するのは可能。また、カーニバルRankが上昇する際に使用ユニットや楽曲はクリアされる。
集めたカーニバルメダルでイベントガシャを実施することにより、アイテムやイベント限定Sレアアイドルが配布される。
イベントガシャでは入手可能アイテムと入手可能数が表示されており、その中のリセットアイテムを入手すると、ガシャのリセットを行えるようになり、リセットすると、入手可能アイテムの切替が行われる。
イベント限定楽曲も存在するが、プレイするにはBOOTHの楽曲として指定する必要があり、一切プレイせずにイベントを進行することもできる。MASTER+でのプレイも可能。
このイベントでの楽曲プレイ結果は、通常のプレイとは条件が異なるため、実績には反映されない。
楽曲タイトルイベント同様「イベントコミュ」があり、ガシャのリセットを行うごとに解放される。
イベント限定楽曲はイベント終了翌日の正午から通常配信される。

シンデレラキャラバン
主に偶数月中旬頃に開催されるイベント。イベント限定楽曲は登場せず、特殊な条件でのLIVEも行わないイベント。
イベント期間中に通常のLIVEをクリアすると、通常のクリア報酬とは別にレアアイドルやイベント限定Sレアアイドル・イベント限定アイテムがランダムで配布される。センターに配置したアイドルのスターランクが高いほど入手できる確率が高くなる。また、アイテムの配布率がアップする属性が日替わりで設定される。
イベント限定アイテムは、レアアイドルやイベント限定Sレアアイドル、通常アイテムと交換可能。
LIVE PARTY!!登場以前は毎月開催されていた。
2024年1月からはタイトルが「シンデレラキャラバン リコレクション」となり、毎月開催されるようになった。このイベントでの限定Sレアアイドルの新規追加はなくなり、替わりに過去のイベント限定Sレアアイドルや、イベント限定Sレアアイドルスカウトチケットが入手可能となった。

ススメ！シンデレラロード
2018年1月から登場したイベント。イベント限定楽曲は登場せず、特殊な条件でのLIVEも行わないイベント。シンデレラキャラバンと交互に行われていたが、2024年1月からは毎月下旬に開催されるようになった。
LIVEをプレイするごとにスコアや編成アイドルの能力値に応じたポイントが加算され、そのポイントから歩数が決定され、MAPを進んでいく。ゴール地点で待っているトレーナーからの課題をクリアすることでMAPクリアとなる。進行する2つのルートに応じて限定アイドルを獲得できるようになっている他、それぞれに応じた「イベントコミュ」も展開される。
また、限定ミッションのクリアや営業などで獲得できる「ススメチケット」を利用することで1枚につき1マス進むことができる。

### 過去のイベント
LIVE PARTY!!
主に偶数月中旬頃に開催されていたイベント。イベント限定楽曲は登場しない。
当初は仮称だった「協力LIVE」として、2016年3月と4月に2回のβテストが実施された後、2016年6月から本開催へと移行した。
同じ難易度を選んだプレイヤー5人でマッチングされ、ランダムで選出された楽曲をプレイしクリアすることでクリア報酬とイベントポイントを入手できる。
通常のLIVEと異なり、途中でライフが0になっても最後までプレイできるが、ペナルティとして獲得イベントポイントが半減してしまう。また期間限定ミッションの「毎日LIVE PARTY!!のLIVEを5回成功させよう」の成功数にカウントされない。
クリア報酬は通常のクリア報酬に加え、メンバー全員のスコア合計に応じた協力報酬と、参加させたアイドルの能力と各プレイヤーのスコアから算出された貢献度に応じた個人報酬が配布される。配布されるのは、マニーや通常アイテム、友情ポイント、レアアイドル、イベント限定Sレアアイドルとなる。
そして、イベントポイントの累計によりアイテムやイベント限定Sレアアイドルが配布される。
2017年9月3日から常時開催となり、報酬として「スターエンブレム」を入手し、「スターエンブレム」と過去のイベント限定アイドル・限定アイテムなどを交換するという仕様になった。また、イベント期間中にはイベントポイントも難易度に応じて獲得できるようになった。

## 登場キャラクター
島村卯月、渋谷凛、本田未央をはじめとする『アイドルマスター シンデレラガールズ』のキャラクターが登場し、2017年1月に当時の183名全員の実装が完了した。2018年12月以降に『シンデレラガールズ』に実装された辻野あかり、砂塚あきら、夢見りあむも2019年4月に実装された。ボイス付きの登場人物はフルボイス（例外的にイベント『ススメ！シンデレラロード』に登場する際はボイス付きのアイドルでも音声はない）。ゲーム内外で新たにボイス実装が決定した人物は順次、既存の台詞にもボイスが追加される。
2019年2月28日、黒埼ちとせと白雪千夜が実装された。『スターライトステージ』が初出のアイドルが実装されたのはこれが初のことである。4月2日にも久川凪・久川颯が実装され、登場アイドルは2019年5月時点で190名となった。
2021年2月に開催されたミリシタコラボにて最上静香とジュリア、2024年3月に開催された星街すいせいコラボにて星街すいせいがアイドルとして登場。他のアイドル同様に編成や育成、ルームへの配置が可能だが、一部楽曲MVにおいては別アイドルに差し替えられる。
事務所スタッフの千川ちひろがゲーム進行をサポートする。テレビアニメ版のBD / DVD購入特典として、アニメ版プロデューサー（『デレステ』では「シンデレラプロジェクト担当のプロデューサー」として登場）、今西部長、美城専務がルームに登場する。このうち美城専務はイベント時の限定ミッション画面でも登場するようになった。
期間限定でルームやエクストラコミュに登場するキャラクターについては、「#テレビCM」と「#コラボレーション」の節を参照。
プレイヤーの分身たるプロデューサーは容姿等は不明でルームにも登場しないが、セリフが一切無かったモバゲー版とは異なり今作ではコミュ内において普通に台詞を発する様になっている。

## 収録楽曲
「CINDERELLA MASTER」シリーズや「ANIMATION PROJECT」シリーズなど、これまで発売されたシリーズ関連CDの楽曲が収録されている。本ゲーム用に制作された楽曲もあり、のちに「THE IDOLM@STER CINDERELLA GIRLS STARLIGHT MASTER」シリーズとしてシングルリリースされている。
オリジナル楽曲のほか、カバー曲も収録されている。ゲーム内ではアイドル達に歌ってほしい「カバー曲リクエスト」を期間限定で受け付けていた。
2023年4月から6月まで放送されていたアニメ「アイドルマスターシンデレラガールズU149」で使用された楽曲についても、一部を除き放送直後に実装されるか、イベントが開催されている。また、アニメに合わせて既に実装されている楽曲の歌い手が異なるバージョンも追加された。

### CD
THE IDOLM@STER CINDERELLA GIRLS ANIMATION PROJECT 2nd Season 01 Shine!!
2015年8月5日発売。アニメ『アイドルマスター シンデレラガールズ』第2期主題歌を収録したCD。本ゲームのテーマソング「とどけ！アイドル」も収録されている。
THE IDOLM@STER CINDERELLA GIRLS STARLIGHT MASTER シリーズ
2016年3月30日からリリースされた、本ゲーム用に作成された楽曲のM@STER VERSIONとGAME VERSIONを収録したCDシングルシリーズ。カップリングとしてソロ新曲や既存曲のスターライトステージ版、スターライトステージに実装されたカバー曲、各曲のカラオケが収録される。M@STER VERSIONはゲーム本編と異なるパート分けになっている。
また、ライブイベントでは各表題曲のソロ・リミックスを収録したオリジナルCDが物販商品として販売されている。
THE IDOLM@STER CINDERELLA MASTER イリュージョニスタ！
2018年3月7日発売。本ゲーム用に作成された2周年記念楽曲「イリュージョニスタ！」と既存曲「Yes! Party Time!!」のスターライトステージ版のそれぞれM@STER VERSIONとGAME VERSIONが収録されている。また、「イリュージョニスタ！」のカラオケも収録。
通常、スターライトステージの新曲は上記のSTARLIGHT MASTERシリーズでリリースされていたが、本楽曲にあたってはCINDERELLA MASTERシリーズとしてリリースされる。
THE IDOLM@STER CINDERELLA GIRLS STARLIGHT MASTER for the NEXT! シリーズ
2019年10月23日からリリースされた、本ゲーム用に作成された楽曲のM@STER VERSIONとソロバージョン、GAME VERSIONを収録したCDシングルシリーズ。STARLIGHT MASTERと異なり、ソロ新曲などのカップリング曲は収録されない。
THE IDOLM@STER CINDERELLA GIRLS STARLIGHT MASTER GOLD RUSH! シリーズ
2020年9月16日からリリースされた、本ゲーム用に作成された楽曲のM@STER VERSIONとソロバージョン、GAME VERSIONを収録したCDシングルシリーズ。ゲームで実装されたカバー曲のフルバージョンやソロ新曲も収録されている。
THE IDOLM@STER CINDERELLA GIRLS STARLIGHT MASTER R/LOCK ON! シリーズ
2022年1月12日からリリースされている、本ゲーム用に作成された楽曲のM@STER VERSIONとソロバージョン、GAME VERSIONを収録したCDシングルシリーズ。ゲームで実装されたカバー曲のフルバージョンやソロ新曲も収録されている。
THE IDOLM@STER CINDERELLA GIRLS STARLIGHT MASTER PLATINUM NUMBER シリーズ
2022年12月28日からリリースされている、本ゲーム用に作成された楽曲のM@STER VERSIONとソロバージョン、GAME VERSIONを収録したCDシングルシリーズ。ゲームで実装されたカバー曲のフルバージョンやソロ新曲も収録されている。
THE IDOLM@STER CINDERELLA GIRLS STARLIGHT MASTER HEART TICKER! シリーズ
2023年11月22日からリリースされている、本ゲーム用に作成された楽曲のM@STER VERSIONとソロバージョン、GAME VERSIONを収録したCDシングルシリーズ。ゲームで実装されたカバー曲のフルバージョン、ソロやユニットの新曲も収録されている。
THE IDOLM@STER CINDERELLA GIRLS STARLIGHT MASTER CRYSTAL QUALIA
2024年9月25日からリリースされている、本ゲーム用に作成された楽曲のM@STER VERSIONとソロバージョン、GAME VERSIONを収録したCDシングルシリーズ。

## コラボレーション
プリンセスコネクト!
2015年9月にて『プリンセスコネクト!』側でコラボイベントが開催。島村卯月・渋谷凛・本田未央の3人とぴにゃこら太が登場。ゲーム内の衣装デザインは『シンデレラガールズ』内のミニゲーム「ダイスdeシンデレラ♪」に準じている。
プリンセスコネクト! Re:Dive
『プリンセスコネクト!』の続編。2020年3月にコラボイベントが開催され、前作同様島村卯月・渋谷凛・本田未央の3人とぴにゃこら太が登場した。本作では新規のボスキャラクターとして「うえきちゃん」が登場する。
また、『スターライトステージ』側でもコラボを実施、アイドルたちがカバーした「Lost Princess」「Connecting Happy!!」がプレイ楽曲として追加された。
エクストラコミュにペコリーヌ（声 - M・A・O）、コッコロ（声 - 伊藤美来）、キャル（声 - 立花理香）が登場する。また、コラボに合わせて追加されたSE6でリズムゲームをプレイすると、フルコンボ時に各キャラクターの台詞が再生される。
サガン鳥栖
2015年9月12日から同年10月17日にかけて「スターライ☆鳥栖☆ステージ」として開催。期間内にベストアメニティスタジアムにて特設会場が設置され、コラボレーショングッズの販売や、本作登場キャラクターのイラストが描かれた入場券が販売された。この企画用に作成され期間中のみCDが販売された楽曲「青空エール」は、2019年5月に本作に実装された。
ドリフトスピリッツ
2016年2月23日から同年3月8日まで開催。ルームで使用できるコラボレーションアイテムがゲーム内ショップにて販売された。
グランブルーファンタジー
2016年10月14日から開催。アイドルたちがカバーした同作のキャラクターソング「キミとボクのミライ」がプレイ楽曲として追加。期間中ルームにキャラクター・ビィくん（声 - 釘宮理恵）が登場、6種類のルームアイテムが期間限定で販売された。
2020年5月15日からは第2弾コラボが開催。アイドルたちがカバーした同作のキャラクターソング「OVER THE SKY」がプレイ楽曲として追加。期間中ルームにあるアイテムを配置することでキャラクター「ビィくん」が登場、6種類の新規ルームアイテムが販売されたほか、これまで販売されたルームアイテムも復刻販売された。
第2弾では、エクストラコミュにイオ（声 - 田村ゆかり）とラカム（声 - 平田広明）が登場する。
太鼓の達人
2017年3月14日から開催。アイドルたちがカバーした同作のオリジナル曲「エンジェル ドリーム」がプレイ楽曲として追加。太鼓の達人仕様のSEやリズムアイコンを追加。筐体などのルームアイテムが3種販売された。
ゆず
2018年9月3日から開催。アイドルたちがカバーした「夏色」「サヨナラバス」「LOVE & PEACH」「友達の唄」「虹」「タッタ」がプレイ楽曲として追加。ゆず自身もCMに出演。2019年4月30日には、ゆずの北川悠仁がこのゲーム用に書き下ろした新曲「無重力シャトル」が追加された。
コードギアス
2019年10月18日から開催。『コードギアス 反逆のルルーシュ』『コードギアス 反逆のルルーシュR2』『コードギアス 復活のルルーシュ』とのコラボレーション。アイドルたちがカバーした「COLORS」「モザイクカケラ」「O2」「Revive」がプレイ楽曲として追加。カバー曲のゲーム内ジャケットは当時発売されたCDに寄せてサンライズが作成している。
エクストラコミュに同作の主人公・ルルーシュ（声 - 福山潤）が登場する。また、コラボ記念テレビCMに出演した俳優・山下真司がルーム内にキャラクターとしてボイス付きで登場する。コラボ記念ルームアイテムも作成された。
デジモンアドベンチャー LAST EVOLUTION 絆
2020年2月21日から開催。『デジモンアドベンチャー』および『デジモンアドベンチャー LAST EVOLUTION 絆』とのコラボレーション。アイドルたちがカバーした「Butter-Fly」「I wish」「brave heart」「離れていても」がプレイ楽曲として追加。
エクストラコミュに同作の主人公・八神太一（声 - 花江夏樹）とアグモン（声 - 坂本千夏）が登場する。コラボ記念ルームアイテムも作成された。ルームアイテムとして実装されたアグモンとガブモン（声 - 山口眞弓）は、それぞれアイテム演出でグレイモンとガルルモンに進化する。
また『デジモンアドベンチャー LAST EVOLUTION 絆』作中には川島瑞樹のポスターが登場する。
key
2020年6月9日から開催。『AIR』『Summer Pockets』『CLANNAD』『Angel Beats!』とのコラボレーション。アイドルたちがカバーした「アルカテイル」「鳥の詩」「時を刻む唄」「My Soul,Your Beats!」がプレイ楽曲として追加。ルームアイテムが14種類追加された。
イベント終了後の2022年6月29日には、「Alchemy」が追加されている。
STEINS;GATE
2020年7月28日から開催。アイドルたちがカバーした「スカイクラッドの観測者」「Hacking to the Gate」がプレイ楽曲として追加。ルームアイテムが13種類追加された。
エクストラコミュに同作のメインキャラクター・岡部倫太郎（声 - 宮野真守）、牧瀬紅莉栖（声 - 今井麻美）、椎名まゆり（声 - 花澤香菜）、橋田至（声 - 関智一）が登場する。
DJ KOO
2020年8月21日から開催。DJ KOOがリミックスしたシンデレラガールズ楽曲のメドレー「CINDERELLA NONSTOP MEDLEY -DJ KOO Mix-」「TAKU INOUE SELECTION!!!! feat. DJ KOO」と、アイドルたちがカバーしたTRF楽曲のメドレー「TRF×CG -DJ KOO Mix-」が実装された。「TRF×CG」には、新規カバー曲「survival dAnce 〜no no cry more〜」「CRAZY GONNA CRAZY」「Overnight Sensation 〜時代はあなたに委ねてる〜」が実装されており、これらのカバー曲も9月26日から単独でプレイ可能となった。
期間中はルーム内にDJ KOOが登場する。期間中に追加されるオリジナルデザインのリズムアイコンでリズムゲームをプレイすると、画面内に「MCボタン」が追加される。MCボタンをタップすると、DJ  KOOのボイスが再生される（リズムゲームのスコアなどに影響はない）。
なおこのコラボに先立つ2019年11月10日には「EZ DO DANCE」が追加されている。
キッコーマン豆乳
「ホッ豆乳ラブストーリーコラボキャンペーン」の一貫として、コラボ記念ルームアイテム「キッコーマン ホッ豆乳Stand」が2020年12月1日より期間限定で配布された。
アイドルマスター ミリオンライブ! シアターデイズ
アイドルマスターシリーズ15周年企画の一貫として『デレステ×ミリシタコラボ』が開催された。
2020年11月には『シアターデイズ』にてイベントが開催。宮本フレデリカと一ノ瀬志希のユニット「レイジーレイジー」と、「ミリオンライブ!」の「Cleasky」が共演し、お互いの楽曲のカバーなどが行われた。
2021年2月には『スターライトステージ』にてイベントが開催。多田李衣菜と木村夏樹のユニット「Rock the Beat」と、「ミリオンライブ!」の「D/Zeal」が共演し、お互いの楽曲のカバーなどが行われた。
ゾンビランドサガ リベンジ
2021年4月6日から開催。アイドルたちがカバーした「徒花ネクロマンシー」「REVENGE」「大河よ共に泣いてくれ」がプレイ楽曲として追加。ルームアイテムが14種類追加されたほか、カバー曲を歌うアイドルのコラボ衣装がドレスショップにて販売された。
エクストラコミュに同作のメインキャラクター・巽幸太郎（声 - 宮野真守）、源さくら（声 - 本渡楓）が登場する。また、コラボに合わせて追加されたSEでは、リズムゲーム中に効果音として巽幸太郎のボイスが再生される。
涼宮ハルヒの憂鬱
2021年8月13日から開催。アイドルたちがカバーした「ハレ晴レユカイ」「冒険でしょでしょ?」「God knows...」「Lost my music」がプレイ楽曲として追加。ルームアイテムが16種類追加されたほか、カバー曲を歌うアイドルのコラボ衣装がドレスショップにて販売された。
エクストラコミュに同作のメインキャラクター・涼宮ハルヒ（声 - 平野綾）、キョン（声 - 杉田智和）が登場する。
ももいろクローバーZ
2022年4月29日から開催。アイドルたちがカバーした「サラバ、愛しき悲しみたちよ」「ピンキージョーンズ」「ニッポン笑顔百景」「ココ☆ナツ」「ワニとシャンプー」「猛烈宇宙交響曲・第七楽章「無限の愛」」「吼えろ」「DNA狂詩曲」「Chai Maxx」「走れ!」がプレイ楽曲として追加。ルームアイテムが12種類追加されたほか、期間限定でルーム内にももいろクローバーZのメンバーが登場。
エクストラコミュにはメンバーである百田夏菜子、玉井詩織、佐々木彩夏、高城れにが登場。それぞれ声は本人が担当しているほか、デザインはデレステ風に描かれている。
コラボ楽曲「Majoram Therapie」が11月28日にゲーム内イベント楽曲として登場。シンデレラガールズのみによる歌唱バージョンとももいろクローバーZのメンバーとシンデレラガールズによる歌唱バージョンの2つが追加された。
なおこのコラボイベントに先立つ2018年12月10日には「行くぜっ!怪盗少女」が追加されており、コラボ開催時のスペシャルコミュではその事について言及されている。
ウマ娘 プリティーダービー
2022年8月16日から開催。アイドルたちがカバーした「うまぴょい伝説」がプレイ楽曲として追加。
コラボを記念してウマ娘のキャラクターが「お願い!シンデレラ」を踊るショート動画がYouTube『ぱかチューブっ！』（『ウマ娘』の公式チャンネル）にて公開された。
星街すいせい
2024年3月11日から開催。アイドルたちがカバーした「ソワレ」「みちづれ」「灼熱にて純情(wii-wii-woo)」「Stellar Stellar」がプレイ楽曲として追加。また、コラボ期間中にログインすれば星街すいせい（レア）がアイドルとして加入するほか、コラボルームアイテム等も登場。3月23日からは高垣楓とのデュオでゲーム内イベント楽曲「ジュビリー」が登場、イベント報酬としてSレア［ジュビリー］星街すいせいが追加。同時にSSレア［スターライト・ハーモニー］星街すいせいが入手可能な期間限定ガシャが開催された。

## 開発
本作は「シンデレラガールズに登場するアイドルたちを3DCGで表現する」という目的で開発されており、PlayStation 3並みのスペックで調整が行われた。
ミドルウェアには、開発効率の高さや社内での使用実績などから、Unityが選ばれた。
スペックとプラットフォームの容量の都合上、1人単位の作りこみが難しいため、身体部分を体型別に共通化する形で合理化が図られた。また、通常や笑顔など6種類の表情と各アイドル独自の特殊表情が用意されたほか、リップシンク用の口元データや歌詞がない時のスマイルも用意された。
共通化には例外も存在しており、たとえば、諸星きらりの場合、身長182cmという設定を反映させるため、LLサイズの身長パーツが用意された。また、太田優の場合、リリース当初は左胸にホクロがあるという設定をゲーム内の3Dモデルに反映できなかったが、ユーザーからの要望により、肌色パーツにホクロ差分をつけて対応した。
サービスの開始から2年の間に端末の性能が向上したことに加え、3Dを取り入れた他社アプリが増加していたことから、2017年には3Dモードの表現を強化した「3Dリッチ」という機能が導入された。また、スマートフォンとは解像度が異なるタブレットではドット感が出てしまうという課題を解決するため、解像度の設定機能も追加された。
一方、デフォルメされた「ぷちデレラ」たちが踊る2Dモードにおいても、表現の改善が行われた。2017年のエイプリールフールイベントで、当時の2Dモードでは見られなかった自由なカメラワークや華やかな演出をとりいれたところ、ユーザーの間で評判となり、開発チーム内でも3Dに匹敵する2D演出を作ろうという機運が高まっていた。また、運営を続ける中で2Dの質も上がり、サービス開始時の楽曲と最新の楽曲の演出に差がついてしまったことから、解決策として「2Dリッチ」が導入された。

## プロモーション

### テレビCM
ゲーム映像バージョン
2015年10月2日から放送された。ゲーム映像を使用したものについては30秒バージョンに加えて卯月・凛・未央の3タイプの15秒バージョンがある。

「お願い! シンデレラ」編 / 「Star!!」編
2015年12月25日から放送開始。中居正広（当時SMAP）が「お願い!シンデレラ」「Star!!」を完全にコピーして歌って踊る内容となっている。中居正広が出演したCMは、2017年12月末を以って放送を終了するまで、これ以降定期的に新作が製作されていた。

「スケートボーイ/お願い! シンデレラ」編 / 「スケートボーイ/GOIN'!!!」編
2016年4月1日から放送開始。中居が「お願い!シンデレラ」「GOIN'!!」を歌って踊り、スケートボードで滑る内容となっている。

「寝起きドッキリ」編 / 「楽屋突撃」編
2016年9月3日から放送開始。中居に加えフリーアナウンサーの福澤朗がレポーター役で出演する「寝起きドッキリ」篇と「楽屋突撃」篇が放送、これに合わせる形で同日がサービス開始1周年に当たることから、9月30日までの期間限定でルーム内に中居君のぷちデレラが登場するコラボ企画も実施された。

「アイドル大運動会 走り高跳」篇 / 「アイドル大運動会 リレー」篇
2016年12月21日から放送開始。前回に引き続き中居と福澤に加え、さらにジャニーズJr.が出演する「アイドル大運動会 走り高跳」篇と「アイドル大運動会 リレー」篇が放送。またCM放送記念として2017年1月16日までの期間でルーム内に中居君のぷちデレラが再び登場するコラボ企画も実施され、同時にボイスも収録された。

「新作舞台 オーディション」篇 / 「新作舞台 初日」篇
2017年4月15日から放送開始。本作では中居が舞台に出演するという内容で、舞台の演出家役として市村正親も出演。またCM放送記念として、CM中で使用されていた「王子風衣装」と「お城の舞台セット」を再現したルームアイテムも実装された。

「リズム感オブザイヤー 受賞」篇 / 「リズム感オブザイヤー ダンス」篇
2017年9月2日から放送開始。「リズム感オブザイヤー」という架空の賞の授賞式で中居の受賞が発表されるという内容で、授賞式の司会役として楠田枝里子も出演。また、同日より『デレステ2周年記念! 総額2222万円レッツプレゼントキャンペーン』が行われており、CM中にはキャンペーンの景品の1つである「1,000万円相当の純金ぴにゃ像」が受賞商品として登場している。

「お正月もデレステ」篇
2018年1月1日から放送開始。アニメ版『アイドルマスター シンデレラガールズ劇場』の新作アニメーションが使用された内容で、振袖姿のアイドル達とちひろが登場する。CMの最後に同時期開催されていた「10連ガシャ1日1回無料」の告知テロップが流れる。

「卯月のれっつりずむ」篇
2018年4月4日から放送開始。このCMもアニメ版『アイドルマスター シンデレラガールズ劇場』の新作アニメーションが使用された。実際のゲーム画面風の場所で、卯月が「イリュージョニスタ!」を歌って踊りながら、アイドルを模したリズムアイコンをタッチしていく。

「アイドルたちの日常」篇 / 「アイドルたちの事務所」篇
前者は2018年5月1日から、後者は前者に差し代わって同月7日から放送開始。アニメ版『アイドルマスター シンデレラガールズ劇場』の新作アニメーションとゲーム画面が使用され、前者は「デレコネ」、後者は「ルーム」機能の紹介がなされた。前者のCMにてアニメーションで表現された「デレぽ」の投稿は、のちに実際にゲーム中でも投稿された。前者のCMは最後に本CMの放送を記念して開催されていた「ガシャ10連無料1日1回」の告知テロップが流れる。

「出会い」篇 / 「夏色 のぼるぞ!」篇
2018年9月3日から放送開始。ゆずの北川悠仁と岩沢厚治が出演。CMキャラクター就任に戸惑いを見せる様子と、同日よりコラボレーションで実装された「夏色」を2人が楽しんでプレイする様子が映し出される。CMの最後に同時期開催されていた「ガシャ10連無料1日1回」の告知テロップが流れる。

「夏色 強いんだ!」篇 / 「サヨナラバス」篇
上記の「ガシャ10連無料1日1回」終了後から差し替えで放送開始。引き続き、ゆずの北川と岩沢が出演。「夏色」と「サヨナラバス」を2人が楽しんでプレイする様子が映し出される。

「2019年初ライブ」篇
2019年1月1日から放送開始。ゆずの北川と岩沢が新年初ライブに向かうシーンから一転して切り替わり、同日より実装された「友達の唄」をこたつで温まりながら楽しんでプレイする様子が映し出される。CMの最後に同時期開催の「ガシャ10連無料1日1回」の告知テロップが流れる。

「新曲完成」篇
2019年5月1日から放送開始。「ゆずさんとの新曲できました！」の声と共に新曲「無重力シャトル」をアイドル達がステージで歌い、それをゆずの北川と岩沢が眺める様子が映し出される。

4周年記念CM
2019年9月3日から放送開始。4周年を記念したCMで、ゲーム映像を使用したもの。全8種類が日替わりで公開される。
城ヶ崎美嘉役の佳村はるかがナレーションを務めるバージョンと、杉田智和がナレーションを務めるスペシャルバージョンが存在する。

コードギアスコラボCM
2019年10月18日から放送開始。同年10月24日からはテロップが変更された第2弾が放送開始。
「コードギアス」とのコラボを記念したCMで、コードギアスの主人公・ルルーシュ役の福山潤が顔出しで出演するほか、俳優・山下真司も出演する。

「200連にトライ！」編
2020年1月1日から放送開始。
ラグビー部のコーチに扮した山下真司が出演。ナレーションはラグビー観戦が趣味に設定されている、日野茜役の赤﨑千夏が担当。

デジモンコラボCM
2020年2月21日から放送開始。
「デジモンアドベンチャー」とのコラボを記念したCMで、八神太一とアグモンが登場する他、ナレーションを同作のナレーション（声 - 平田広明）が担当。CMアニメーションは東映アニメーションが制作。

カバー曲紹介CM
上記デジモンコラボCMと同時期に放送開始。
乙倉悠貴役の中島由貴がナレーションを務め、デジモンコラボのカバー曲「Butter-Fly」や原曲がテレビアニメの主題歌として起用されているカバー曲「STAR」「COLORS」が紹介された。

デレステ5周年CM 「夢見 りあむ 篇」 / 「佐藤 心 篇」・「大槻 唯 篇」 / 「北条 加蓮 篇」・「一ノ瀬 志希 篇」
2020年9月3日から「夢見 りあむ 篇」と「佐藤 心 篇」が、同月6日からは「大槻 唯 篇」と「北条 加蓮 篇」が、同月9日からは「一ノ瀬 志希 篇」が放送開始。「Go Just Go!」をBGMにした5周年を記念したCMで、バカンスを満喫するアイドルたちが描かれている。CMアニメーションは同日、ゲーム内に実装された「5周年記念!「Go Just Go!」アニメPV」と同じCloverWorksが制作。
「夢見 りあむ 篇」では夢見りあむの他、砂塚あきら、辻野あかり、久川凪、久川颯が、「佐藤 心 篇」では佐藤心の他、佐城雪美、的場梨沙、三船美優、遊佐こずえが、「大槻 唯 篇」では大槻唯の他、ナターリア、森久保乃々、関裕美、白菊ほたるが、「北条 加蓮 篇」では北条加蓮の他、佐久間まゆ、二宮飛鳥、白雪千夜、黒埼ちとせが、「一ノ瀬 志希 篇」では一ノ瀬志希の他、城ヶ崎美嘉、塩見周子、宮本フレデリカ、速水奏が登場した。また、本CMで辻野あかりのボイス（梅澤めぐ、ただしCM公開当初は非公開）が初披露となった。

2021年お正月CM 「新春特番 篇」 / 「初詣 篇」
2021年1月1日から「新春特番 篇」が、同月4日から「初詣 篇」が放送開始。同月9日・10日に開催される配信LIVE「Happy New Yell!!!」のテーマ曲「Wish you Happiness!!」をBGMにしたCM。CMアニメーションは5周年CMと同じくCloverWorksが制作。
「新春特番 篇」では高垣楓、鷹富士茄子、白菊ほたる、小早川紗枝、塩見周子が、「初詣 篇」ではアナスタシア、道明寺歌鈴、大槻唯が登場した。

ゾンビランドサガ リベンジコラボCM
2021年4月6日から放送開始。
「ゾンビランドサガ リベンジ」とのコラボを記念したアニメCMで巽幸太郎と源さくらが登場する。

デレステ6周年CM「Let’s Launch篇」 / 「Starlight Party篇」 / 「New Dawn篇」
2021年9月3日から「Let’s Launch篇」と「Starlight Party篇」が、同月6日から 「New Dawn篇」が放送開始。
「星環世界」をBGMにした6周年を記念したCMで宇宙をテーマとしたシチュエーションで活躍する姿が描かれている。
CMアニメーションは同日、ゲーム内に実装されたアニメPVと同じ「スタジオKAI」が制作。

2022年お正月CM「ぴにゃこら太篇」 / 「島村卯月篇」 / 「辻野あかり篇」
2022年1月1日から「ぴにゃこら太篇」が同月3日から「島村卯月篇」と「辻野あかり篇」が放送開始。
ぴにゃこら太とりんごろうの着ぐるみが登場するCMとなっている。

ももクロコラボCM「”平日プロデューサー百田夏菜子”篇」/ 「”平日プロデューサー高城れに”篇」 / 「“平日プロデューサー玉井詩織”篇」 / 「“平日プロデューサー佐々木彩夏”篇」
2022年4月29日から放送開始。
ももいろクローバーZとのコラボを記念した実写CMでももいろクローバーZのメンバーが「平日プロデューサー」としてデレステのアイドルをプロデュースするという内容。
デレステ7周年CM「応援プロデューサー篇」 / 「久川凪篇」 / 「桐生つかさ篇」
2022年9月3日から放送開始。
「応援プロデューサー篇」ではももいろクローバーZのメンバーが出演する実写CMとなっている。
「久川凪篇」と「桐生つかさ篇」はそれぞれのアイドルがナレーションを担当するゲーム映像CMとなっている。
2023年お正月CM「市原仁奈篇」 / 「双葉杏篇」
2023年1月1日から放送開始。
市原仁奈、双葉杏、安部菜々、緒方智絵里、持田亜里沙、矢口美羽が登場する。
Nightwear「LiPPS篇」
2023年5月11日から放送開始。
このゲーム最初のオリジナルユニットLiPPSの新曲「Nightwear」の、アニメ「U149」第6話での初披露と、同日のイベント開始に合わせて放送。ナレーションは速水奏が担当。

## ネット配信
以下の番組がネット配信されている。

### デレステNIGHT
CD「STARLIGHT MASTER」シリーズの発売日前後などに、ニコニコ生放送で記念特番として生配信される告知動画。出演者はCDの参加メンバーとなっている。8回目以降は「CINDERELLA MASTER」をはじめとする他のCDシリーズやライブのBlu-rayなどの商品と合同で配信される場合が多い。
タイトル末尾に「☆」が付けられ、7回目までは発売されるCDのナンバリングと同じ数が並んでいたが、タイトルが長くなったため「☆×数字」という形で表記されるようになった。8回目と9回目はタイトルが『CINDERELLA SPECIAL NIGHT』となり、回数は『デレステNIGHT』から継続されている（前者は「☆×8」を横にした「☆×∞」表記で時間を拡大）。2017年12月配信分はタイトルが『シンデレラNIGHT』となり、「STARLIGHT MASTER」シリーズの発売が直近にないため他のCDシリーズのみの告知番組となった。なお、『デレステNIGHT』の回数を引き継いでいないが、サムネイルは『デレステNIGHT』と同じものを使用し番組の構成内容は同じだった。関連して2018年8月1日には「CINDERELLA PARTY!」の映像付き生放送『デレパnight』が配信された。
2019年7月からはリニューアルされ『もっと！デレステNIGHT』に改題。タイトルからナンバリングがなくなり、出演者もCDの参加メンバーに限らなくなった。
2020年4月分、6月分は、新型コロナウイルスの感染拡大を受け、通常の生配信ではなくリモートでの音声のみによる事前収録であることから『りも～っと！デレステNIGHT』のタイトルで配信される。
番組内では出演声優がアイテムを提案する「ルームアイテムコンペ」が実施され、アンケートの結果トップになり制作が決定したものはコラボルームアイテムとして順次ゲーム内に追加されている。『もっと！デレステNIGHT』からはルームアイテムだけでなく、2D衣装やチャットスタンプなどのコンペも行われるようになった。
2020年7月以降はYouTube Liveでも同時配信がされている。
2024年6月分及び7月分はニコニコサービスへのサイバー攻撃の影響に伴うニコニコサービス全体の大規模メンテナンス実施によりYoutubeのみでの配信となった。その後8月分からニコニコ生放送での配信が再開された。

### 声優でデレステチャレンジ!
2016年からYouTube Liveで配信されている番組。初回は「Google Play GAME WEEK」、Vol.2以降は「Google Play's Game Fest」にて開催。初回からVol.3までは『声優3人でデレステチャレンジ!』として声優3人が出演、Vol.4では声優4人が出演。
『スターライトステージ』に出演している声優がゲームを紹介して縛りプレイにも挑戦する。ゲーム内では番組配信を記念してチケットやドリンクなどのアイテムがプレゼントされている。

### 24magic 〜シンデレラたちの24時間生放送！〜
スターライトステージの配信5周年を記念して生配信された長時間特別番組 。配信時間は2020年9月5日19時00分 - 同年9月6日19時00分。配信サイトはYouTube（アイドルマスターチャンネル）、ニコニコ生放送、アソビスト。
複数の特別番組を連続で放送する形で配信されたが、通し企画として『スタッフたちの24時間デレステリレー』が同時配信された（こちらはニコニコ生放送のみでの配信）。シンデレラガールズに出演している声優陣だけでなく、アイドルマスター総合プロデューサーの坂上陽三ら主要スタッフ陣も出演した。
また、「デレステビンGO！」や「デレステルームコンテスト」など本作との連動企画も実施された。
配信記念にスタージュエルなどのアイテムがプレゼントされたほか、「デレステビンGO！」のビンゴ成績に応じて追加でアイテムがプレゼントされた。
2020年2月16日に開催された7thLIVE大阪公演・DAY2で予告された時点では、当初2020年9月にNEXT LIVEと仮称されたライブを開催する予定だった。しかし、新型コロナウイルス感染症の流行に伴い中止が発表されていた。つまり本番組はこのライブに代替する企画である。
なお、アイドルマスターシリーズは元よりバンダイナムコエンターテインメントが制作・配信する生番組でも24時間全編新規に制作された映像を主体とする、いわゆる“テレソン”は初の試みである。
2021年4月21日に「THE IDOLM@STER CINDERELLA GIRLS Live Broadcast 24magic ～シンデレラたちの24時間生放送！～ Blu-ray」が発売された。2枚組。各コーナーがダイジェストで収録され、DJコーナーやライブパートはノーカットで収録されている。また、オーディオコメンタリーが付いている。オールカラー計120ページのメモリアルフォトブックが付属。コロムビアミュージックショップでは、番組で制作された「お願い！シンデレラ ～ゴージャス・トロピカル Ver～」などのライブ音源を収録したCD「SPECIAL LIVE ALBUM」が付属。アソビストアでは、購入特典としてオリジナルデザインアイマスクが付属。

## 反響
- お笑い芸人の陣内智則は、『エンタの神様』で披露したコント「テトリス」に本ゲームのWITCH譜面のゲーム画面をハメコミ合成した動画が陣内本人もウケたことをきっかけに[131][132]、2022年9月にバンダイナムコエンターテインメント公認のコント「デレステ」を自身のYouTubeチャンネルで公開した[133][134]。